# Kinh tế Tajikistan
Kinh tế của Tajikistan phụ thuộc vào nông nghiệp và dịch vụ. Kể từ khi độc lập, Tajikistan đã dần đi theo con đường kinh tế chuyển đổi, cải cách các chính sách kinh tế. Với doanh thu nước ngoài bấp bênh phụ thuộc vào xuất khẩu bông và nhôm, nền kinh tế rất dễ bị tổn thương trước những cú sốc bên ngoài. Nền kinh tế của Tajikistan cũng kết hợp một thị trường đen khổng lồ, chủ yếu tập trung vào buôn bán ma túy với Afghanistan và buôn bán heroin ở Tajikistan. Nền kinh tế ngầm trên được ước tính tương đương 30-50% GDP quốc gia này vào năm 2012. Trong năm tài khóa 2000, hỗ trợ quốc tế vẫn là nguồn hỗ trợ thiết yếu cho các chương trình phục hồi chức năng tái hòa nhập các cựu chiến binh nội chiến vào nền kinh tế dân sự, do đó giúp giữ hòa bình. Hỗ trợ quốc tế cũng là cần thiết để giải quyết năm thứ hai chịu hạn hán nghiêm trọng dẫn đến tình trạng thiếu sản phẩm lương thực kéo dài. Nền kinh tế của Tajikistan tăng trưởng đáng kể sau chiến tranh. Tổng sản phẩm quốc nội (GDP) của Tajikistan đã mở rộng với tốc độ trung bình 9,6% trong giai đoạn 2000-2007 theo dữ liệu của Ngân hàng Thế giới. Điều này đã cải thiện vị trí của Tajikistan trong số các quốc gia Trung Á khác (cụ thể là Turkmenistan và Uzbekistan), vốn đã suy thoái về kinh tế kể từ đó. Tính đến tháng 8 năm 2009, ước tính 60% công dân Tajikistan sống dưới mức nghèo khổ. Cuộc khủng hoảng tài chính toàn cầu năm 2008 đã tác động mạnh đến Tajikistan, cả trong nước và quốc tế. Tajikistan đã bị ảnh hưởng nặng nề hơn nhiều quốc gia vì nước này đã có tỷ lệ nghèo đói cao và vì nhiều công dân của nước này phụ thuộc vào kiều hối từ người Tajikistan ở nước ngoài.